# 維力生活科技
維力生活科技（港交所：1703），原名首灃控股，於2019年2月15日在香港上市，是一家主要從事營運酒樓的投資控股公司。 
2015年，煌府集團以2.5億港元購入沙田石門京瑞廣場鋪位自用。
2019年1至2月，首灃控股在香港進行公開招股，集資1.5億至2.25億港元。
2月15日，首灃控股上市當日向茶客送出共1萬個壽桃包慶祝上巿。
2020年5月，首灃控股終止位於上水匯的煌府婚宴專門店的租約，相關鋪位在同年3月才簽訂續租協議。
2022年12月，公司之英文名稱已由“Palace Banquet Holdings Limited”更改為“Welife Technology Limited”，而公司之中文雙重外文名稱已由“首灃控股有限公司”更改為“維力生活科技有限公司”。於聯交所買賣股份之英文股份簡稱由“PALACE BANQUET”更改為“WELIFE TECH”，而中文股份簡稱由“首灃控股”更改為“維力生活科技”，自2022年12月29日上午九時正起生效。股份代號“1703”維持不變。

## 外部連結
- 煌府婚宴專門店 （页面存档备份，存于）